# Osservatorio di Haleakalā
L'osservatorio di Haleakalā, conosciuto anche come Haleakalā High Altitude Observatory Site, è il primo osservatorio astronomico ottico costruito alle Hawaii. Il clima secco, il limitato inquinamento luminoso e la sua altitudine lo hanno reso nel tempo uno dei complessi astronomici più ricercati al mondo per l'installazione di telescopi terrestri e la ricerca astronomica. Haleakalā è un grande vulcano a scudo sito sull'isola di Maui e ne occupa circa il 75% del territorio con moderato rischio di flussi lavici.

## Storia
Le prime valutazioni sulla opportunità di costruire un osservatorio risalgono ai primi anni '50 grazie a Grote Reber, pioniere della radioastronomia, alla ricerca di un sito adatto ad effettuare ricerche radioastronomiche, ed a Walter Steiger dell'Università delle Hawaii, alla ricerca di un sito adatto all'osservazione solare. Una spinta al progetto la diedero la messa in orbita nel 1957 dello Sputnik 1, il primo satellite artificiale russo, in un periodo in cui la contrapposizione USA-URSS si proponeva anche in ambito scientifico, e la richiesta di una stazione di localizzazione satellitare di monitoraggio, che sarebbe stata finanziata dall'Università delle Hawaii. Ulteriori finanziamenti sarebbero venuti dalla National Science Foundation e in seguito dalla NASA.
Nel 1961 fu riservato un lotto di terreno grazie ad una disposizione governativa che ne attestava il controllo gestionale all'Università delle Hawaii. Tale area fu chiamata sito di osservazione in altura di Haleakala detta anche più generalmente città della scienza.
Nel 1964 viene installato un osservatorio solare, il Mees Solar Observatory, che sfrutta le più recenti ricerche in materia di emulsione e pancromatica fotografica, intitolato a Kenneth Mees. L'anno successivo l'ARPA (che diverrà il DARPA nel 1972) vi costruì un telescopio riflettore da 1,6 metri e due telescopi a infrarossi da 1,2 metri. Gli sviluppi successivi hanno costituito il Maui Space Surveillance Complex (MSSC) gestito dall'Air Force Research Laboratory, con la costruzione dell'Advanced Electro Optical System Telescope (AEOS), un telescopio da 3,67 metri per il tracciamento satellitare, ed il Ground-based Electro-Optical Deep Space Surveillance (GEODSS) per tracciare oggetti nello spazio profondo oltre le orbite geosincrone. GEODSS utilizza due telescopi da un metro e un telescopio da 0,38 metri.
Nel 1967 l'Università delle Hawaii costituì l'istituto per l'astronomia (IfA) a cui seguì la costruzione dello Zodiacal Light Observatory, per lo studio della corona solare, ed il LURE Observatory's Satellite Laser Ranging (SLR), per misurazioni di precisione tra cui le distanze lunari, il movimento delle placche tettoniche, il moto polare. Il progetto è stato attivo sino al 2004.
ATLAS (Asteroid Terrestrial-impact Last Alert System) è un sistema di monitoraggio degli oggetti a rischio impatto che è stato sviluppato a partire dal 2011 con il finanziamento del centro CNEOS per lo studio della NASA. Consta in due telescopi che scansionano ininterrottamente la volta celeste notturna alla ricerca di oggetti in movimento.
A dicembre 2008 è divenuto operativo il progetto Pan-STARRS, in collaborazione con il MIT, il suo laboratorio di ricerca ed altre istituzioni. Pan-STARRS PS1 (Project Telescope 1) è un telescopio di 1,8 metri con una fotocamera digitale da 1,4 Gigapixel. Ogni notte scansiona un'area quadrata di circa 1000° quadrati per quattro esposizioni orarie. Gli oggetti che risultano in movimento dal confronto vengono segnalati al MPC ed alle reti di telescopi terrestri per rilevarne dimensioni, orbite e potenziale rischio d'impatto.

## Galleria d'immagini

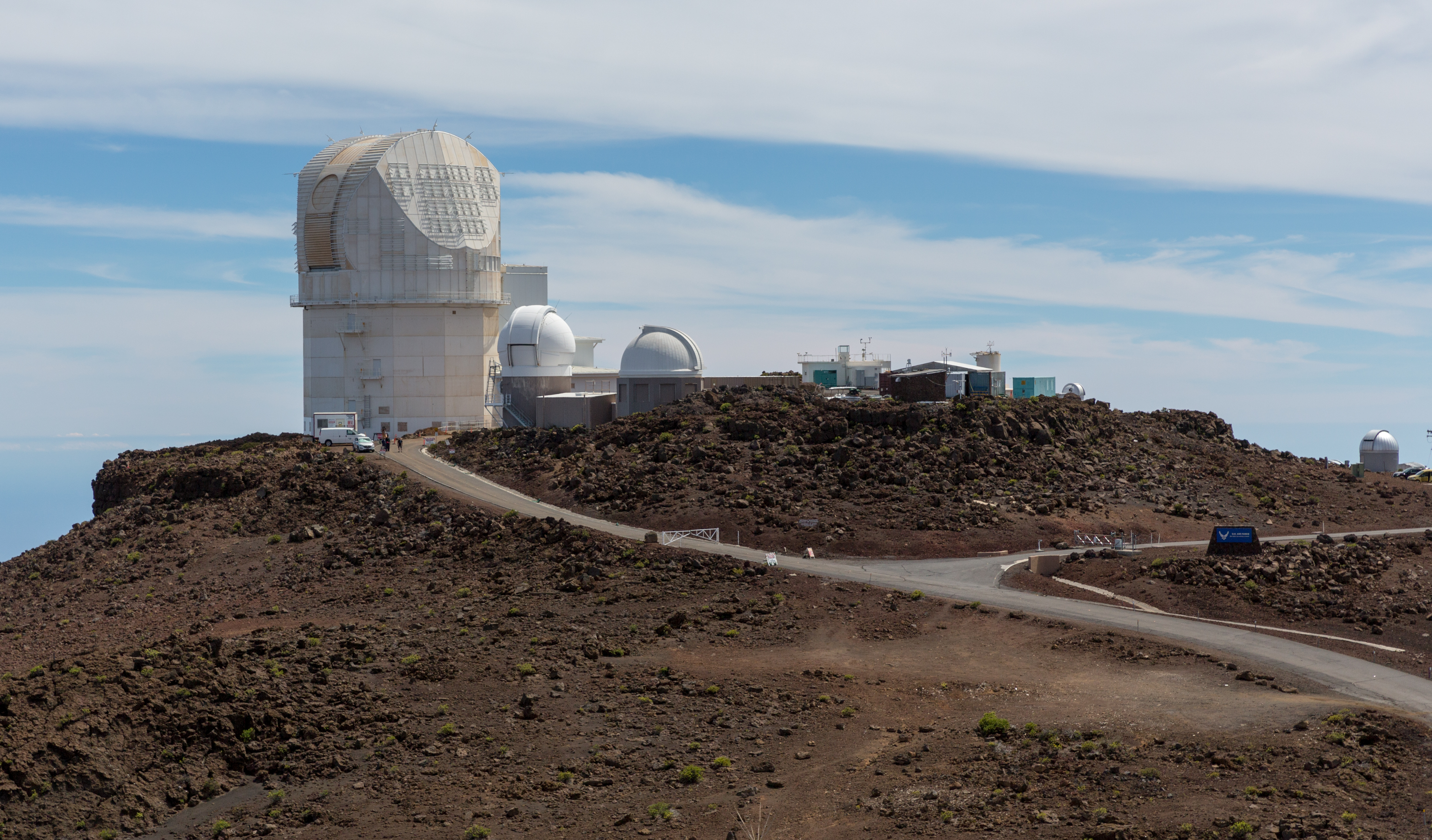
Telescopio ATST in costruzione nel 2017.
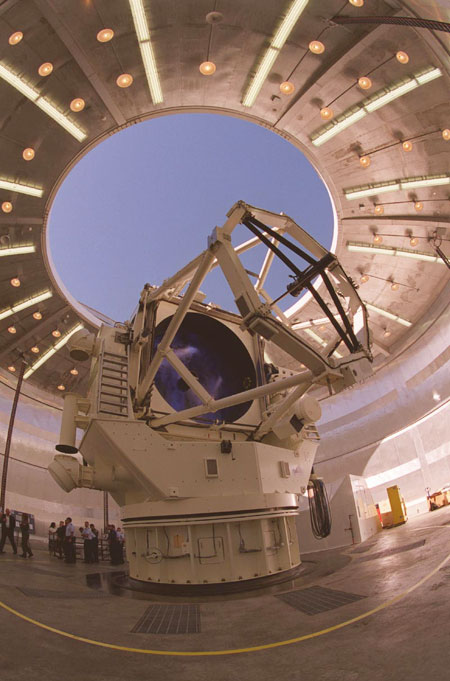
Telescopio AEOS da 3,67 m.
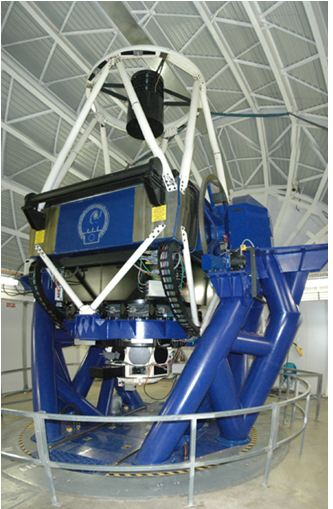
Telescopio da 2 m.
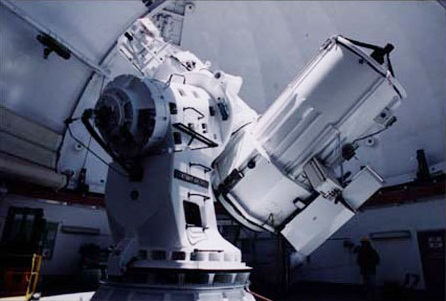
Telescopio da 1,6 m, con montatura su tre assi.
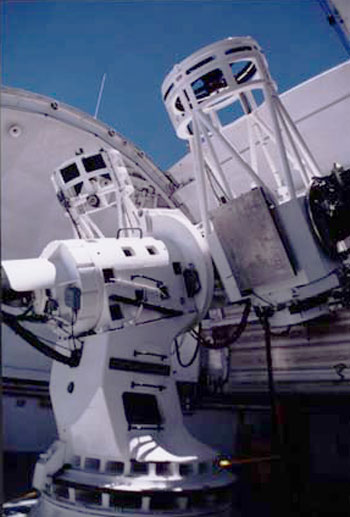
Telescopio binario da 1,2 m.